# Templo de Salta
El Templo de Salta, Argentina es uno de los templos en operaciones de la Iglesia de Jesucristo de los Santos de los Últimos Días ubicado a orillas de la Ruta Nacional 51 a un costado del Aeropuerto Internacional de Salta Martín Miguel de Güemes, el tercer templo SUD construido en Argentina. La primera palada ocurrió en el día 4 de noviembre de 2020, mismo año de la primera palada del templo de Mendoza, Argentina que se realizó en diciembre 17. Es la primera vez desde 1999 que dos templos del mismo país tienen su ceremonia de la primera palada el mismo año. Ello ocurrió luego en 2022 con la primera palada del templo de Querétaro y el templo de Torreón en México.
El templo se encuentra a 19 735 kilómetros (12 262,8 mi) del Templo de Hong Kong, que los coloca entre los templos SUD más distantes uno del otro a nivel mundial.

## Anuncio
El primer templo SUD construido en Argentina fue el templo de Buenos Aires, dedicado en 1986. Los planes para la construcción del templo en Salta fueron anunciados por Russell M. Nelson durante la conferencia general de la iglesia el 1 de abril de 2018. 
Previo a la construcción del templo de Salta, los fieles tenían que viajar de 10 a 15 horas en auto o autobús hasta el Templo de Córdoba, Argentina, dedicado en 2015. Previo a ello, viajaban más de 1450 kilómetros (901 mi) hasta el Templo de Buenos Aires.

### Primera palada
El evento relacionado con la ceremonia de la primera palada fue anunciado en una carta a las autoridades locales de Argentina para llevarse a efecto en agosto de 2020. Restricciones por la pandemia de COVID-19 postpusieron la fecha para el 9 de octubre y luego para noviembre de ese mismo año. La ceremonia, que incluye una oración dedicatoria del lugar de construcción, tuvo lugar el 4 de noviembre de 2020, presidida por Benjamín De Hoyos, una de las autoridades generales de La Iglesia de Jesucristo de los Santos de los Últimos Días en Sudamérica. Como parte del distanciamiento social consecuencia de la pandemia, solo aquellos con invitación previa asisistieron a la ceremonia, incluyendo algunos líderes eclesiásticos locales, Ricardo Villada y otros representantes del gobierno de la Provincia de Salta. El terreno del templo se ubica a la entrada de una zona residencial privada y un club de campo llamado El Aybal.

## Construcción
Para enero de 2021 se había cavado el espacio para el sótano donde se ubicaria la pila bautismal y los cimientos del edificio. Para marzo de 2021, el terreno se había preparado con maquinaria pesada aclarando vegetación, rocas y escombros así como la nivelación del contorno de la fundación del nuevo edificio. Un centro de reuniones ha sido construido adyacente al templo para servicios dominicales. Para junio de 2021 se habían instalado los cimientos del edificio y se había vertido el concreto para las paredes exteriores reforzadas con acero. A casi un año de la primera palada, las paredes de hormigón se revestieron con una barrera de vapor para proteger el exterior del edificio de la humedad. En julio de 2022 se quitaron los andamios del lado este del templo, donde se completó el revestimiento de piedra. El lado sur del edificio también estaba casi terminado para entonces, comenzando las labores en el ala oeste. El templo mira al norte hacia los edificios del centro de alojamiento. Concluyó el 2022 con la instalación de los marcos para los techos y colocaron piezas de la cornisa superior y las ventanas.
Para dos años de su inauguración el revestimiento de piedra de las paredes exteriores del edificio se completó en tres lados, quedando por terminar el frente y el campanario. La plaza que conecta el templo con los edificios de viviendas incluye una fuente circular y estrechos abrevaderos al norte y al sur. 
El templo de Salta tiene un total de 5200 metros cuadrados (55 972,4 ft²) de construcción, contando con dos salones para ordenanzas SUD y dos salones de sellamientos matrimoniales. El templo está situado en un terreno de 17,66 acres (7,1 ha) en el sur de Salta, frente al aeropuerto de la ciudad. En el lugar también se construyó un centro de alojamiento para usuarios que viajan al templo de larga distancia, un centro de reuniones dominicales y una residencia para el presidente del templo y su esposa, la directora del templo.
En diciembre de 2022, varios ejecutivos del gobierno de Salta, incluyendo la entonces intendenta Bettina Romero visitaron la zona de construcción previous a culminar la obra.

### Pináculo
En 2022 se levantaron el marco del campanario y fijado en su lugar en el centro del techo. La torre escalonada del campanrio cuenta con ocho vitrales y una cúpula. Las paredes exteriores se impermeabilizaron antes de colocar el revestimiento ornamental, que tiene aberturas arqueadas con claves en espiral y parapetos acentuados con pináculos. En febrero de 2022, el armazón de metal para la cúpula del templo fijó a la parte superior del armazón del campanario. Un poste cilíndrico que se eleva desde el centro de la cúpula soporta finalmente una figura del ángel Moroni revestida de oro. En abril el campanario abovedado que se alza sobre el edificio, y puesto un revestido de piedra alrededor del lado sur del edificio. Se han instalado vidrios en las aberturas de las ventanas para cerrar el templo, mientras que se han colocado soportes en la parte superior de las aberturas donde se colgarán piedras ornamentales. 
El 24 de noviembre un operador de grúa levantó la estatua del ángel Moroni revestida de pan de oro hasta la parte superior del edificio, lo que marca un hito importante en la construcción del edificio. Es el último templo en recibir la estatua, que alguna vez fue tradicional, ya que todos los demás templos en planificación han sido diseñados sin la estatua sobre su pináculo.

## Arquitectura
La arquitectura del templo refleja tanto el paisaje cultural de la localidad de Salta como elementos con significado espiritual para la iglesia, utilizando el patrimonio de la región de Salta así como el medio ambiente local y motivos culturales. El templo tiene una torre central rematada con una estatua del ángel Moroni. La estructura es de una sola planta tiene 100 pies de altura, construida con revestimiento de piedra portuguesa Moleanos. El exterior se caracteriza por su entrada de varios arcos y su torre central rematada con una cúpula abovedada.
El interior utiliza elementos de diseño basados en el entorno local y motivos culturales, con una paleta de colores azul, verde, amarillo, rojo y ocre. El templo incluye dos salas de instrucción usadas en la ceremnonia de la investidura, dos salas de sellamientos matrimoniales y un baptisterio, cada uno dispuesto para uso ceremonial.
El simbolismo es importante para los miembros de la iglesia e incluye el uso en el diseño tanto de la flor de cactus Cardón como del patrón “guarda pampa”, que representan la herencia de la región de Salta, aportando un significado espiritual más profundo a la apariencia y función del templo. “Guarda pampa” se refiere a un patrón geométrico que aparece a menudo en los textiles argentinos,así como en los trajes y artesanías regionales.

## Dedicación
Tras la finalización de las obras de construcción del templo, la iglesia en Argentina celebró una jornada de puertas abiertas del 3 al 18 de mayo de 2024. El templo fue dedicado para sus actividades eclesiásticas en dos sesiones por D. Todd Christofferson, miembro del Cuórum de los Doce Apóstoles de la iglesia el 16 de junio de 2024.
Al igual que todos los templos de la iglesia, el templo no se utiliza para los servicios dominicales. Una vez dedicados, solo los devotos de la iglesia con una recomendación vigente para el templo pueden entrar para sus servicios de adoraación.